# Sandra Starling
Sandra Meira Starling (Belo Horizonte, 16 de janeiro de 1944 — Belo Horizonte, 14 de dezembro de 2021) foi uma professora, advogada e política brasileira.

## Biografia
Sandra Meira Starling nasceu em Belo Horizonte no dia 16 de janeiro de 1944, filha do juiz de direito Benedito Starling e de Cecília d’Ávila Meira Starling. Morou em Alvinópolis, Santa Luzia e Diamantina, todas cidades em Minas Gerais, antes de retornar a Belo Horizonte, a capital do Estado, para estudos e trabalho.  
Graduou-se em Direito pela UFMG em 1972, tendo sida laureada com o prêmio “Barão do Rio Branco”, concedido ao melhor aluno do curso.  
Fora antes empregada da Petrobras, onde, aos 20 anos, exerceu mandato de representação sindical, que veio a ser cassado em maio de 1964.  
Posteriormente, foi servidora na Caixa Econômica do Estado de Minas Gerais (Minascaixa) e estagiou no Ministério Público do Trabalho.  
Concluída a graduação, ingressou no curso de Doutorado da Faculdade de Direito da UFMG, mas logo se transferiu para o Mestrado em Ciências Políticas da Faculdade de Filosofia e Ciências Humanas da UFMG, onde obteve o grau de mestre com dissertação sobre as reformas institucionais levadas a efeito durante o Governo Geisel.  
Foi professora de Sociologia na PUC-MG e na UFMG, onde, também lecionou Introdução ao Estudo do Direito.  
Foi a primeira mulher a candidatar-se ao governo de Minas Gerais, no ano de 1982, pelo Partido dos Trabalhadores. Em 1986, foi eleita deputada estadual e tomou parte dos trabalhos de elaboração da Constituição do Estado de Minas Gerais. Em 1990 elegeu-se deputada federal; licenciou-se do mandato em 1993 para assumir a Secretaria Municipal de Educação da Prefeitura de Belo Horizonte. Reelegeu-se deputada federal em 1994; no ano de 1996 foi escolhida líder da Bancada do Partido dos Trabalhadores na Câmara dos Deputados.  
Ao final do mandato, retornou às atividades acadêmicas. Assumiu o posto de Coordenadora de Atividades de Pesquisa e Extensão da PUC-MG, campus Contagem, onde também lecionou Filosofia do Direito. Em 2003 foi nomeada Secretária-Executiva do Ministério do Trabalho e Emprego. Foi ministra interina do Trabalho no governo Luiz Inácio Lula da Silva, de 8 de janeiro a 31 de julho de 2003.  
Assessora da 1ª Vice-Presidência do Senado Federal no biênio 2005-2006.  
Entre 2003-2007 participou do Conselho de Administração da Aracruz Celulose.            